# Jezioro Kierzkowskie (powiat gnieźnieński)
Jezioro Kierzkowskie – jezioro w Polsce, w województwie wielkopolskim, w powiecie gnieźnieńskim, w gminie Trzemeszno, na Pojezierzu Gnieźnieńskim. Zachodni brzeg akwenu zajmują bagna, północny i południowy - pola uprawne, wschodni - łąki. Na wschód od akwenu leży wieś Kierzkowo.

## Dane morfometryczne
Zwierciadło wody położone jest na wysokości 105,2 metrów. Maksymalna głębokość wynosi 8 metrów.